# Dominikanska republikens herrlandslag i volleyboll
Dominikanska republikens herrlandslag i volleyboll representerar Dominikanska republiken i volleyboll på herrsidan. Laget har deltagit i VM två gånger (1974 samt 2018). De har deltagit i nordamerikanska mästerskapet ett stort antal gånger, som bäst har de blivit tvåa, vilket de blev  2017.

### Fotnoter
1. ↑  ”2017 Men’s Continental Championship in Colorado Springs, USA” (på engelska). North, Central America and Caribbean Volleyball Confederation. https://norceca.net/2017%20Events/NORCECA%20Men_FINAL%20WCQT_Colorado%20Springs%20_USA/Bulletins/Summary%20of%20Stats%20NORCECA%20Men's%20Continental%20Champ.pdf. Läst 4 februari 2024.
2. ↑  ”Bulletin No. 7” (på engelska). North, Central America and Caribbean Volleyball Confederation. https://norceca.net/2019%20Events/NORCECA%20Senior%20Men%20Cont/BULLETINS/7-Bulletins-MNOCONTC19.pdf. Läst 4 februari 2024.
3. ↑  ”2021 Men’s Continental Championship in Durango, México” (på engelska). North, Central America and Caribbean Volleyball Confederation. https://norceca.net/2021%20Events/NORCECA%20Continetals%20Champ/Men-Durango%20Mexico/Stats/Summary%20of%20Stats%20MNOR2021.pdf. Läst 4 februari 2024.
4. ↑  volleyballworld.com. ”Volleyball Challenger Cup 2023 - Men's standings” (på engelska). https://en.volleyballworld.com/volleyball/competitions/challenger-cup-2023/standings/men/#round-f/. Läst 3 maj 2024.
5. ↑  ”Men's Volleyball Continental Championship” (på engelska). North, Central America and Caribbean Volleyball Confederation. https://norceca.net/2023%20Events/Senior%20Men%20Continental%20Championship/Men%20MNOR2023.htm. Läst 5 mars 2024.
6. ↑  Senaste tillfället då någon kontrollerade att de inmatade tabelluppgifterna stämmer. Uppgifter kan ha matats in senare utan att kontrolleras av någon annan